# Бой при Штайре
Бой при Штайре (фр. Bataille de Steyr; нем. Schlacht bei Steyr) — бой, произошедший 4 ноября 1805 года между французским корпусом под командованием маршала Даву и австрийским корпусом генерала Максимилиана фон Мерфельда в ходе войны Третьей коалиции. Закончился победой французов.
После присоединения австрийского корпуса Кинмайера основные силы союзников двинулись под командованием генерала Кутузова через Ламбах-Вельс в сторону Эбельсберга и 1 ноября достигли Энса, тогда как корпус Мервельдта двинулся южнее Ламбаха и Кремсмюнстера в сторону Штайра и 3 ноября переправился через Энс.
Австрийцы разобрали многочисленные мосты через Энс, чтобы максимально затруднить быструю переправу противника. Однако французский авангард переправился через Энс у Лосенштейна и устремился вслед за австрийскими войсками, закрепившимися в Гросраминге. В городе Штайр и вдоль Энса завязалась перестрелка. Наконец, колонна Ланна атаковала также австро-русские войска в Эннсдорфе и вышла во фланг, а это означало, что австрийцам пришлось окончательно оставить линию Энса, поскольку большая часть русской армии уже 3 ноября отошла в сторону Санкт-Пельтена.
После победы Даву удалось перейти реку Энс и возобновить «марш на Вену». Уже 5 ноября начнётся сражение при Амштеттене.